# Stapel (Uplengen)
Stapel ist ein Ort in der Gemeinde Uplengen im Landkreis Leer in Ostfriesland. Ortsvorsteher ist Stefan Webermann.
Die Besiedlung des Ortes Stapel geht auf Bestrebungen aus dem Jahr 1784 zurück. Grundlage war das Urbarmachungsedikt von 1765. Bürger aus Bühren und Meinersfehn baten um Zuweisung eines Kolonats. Dies stieß auf heftigen Widerstand der Bauern aus Bühren und Spols. Im Oktober 1787 wurde den Kolonisten Gerd Brunken, Brunke Brunken und Marten Jelden durch den Feldmesser von Glan eine Stelle zugemessen. Dies kann als Gründung des Ortes angesehen werden. In den Dokumenten um diese Auseinandersetzung wird bereits die Ortsbezeichnung Oster-Stapel und Stapelder-Feld verwendet. Es handelt sich also um eine ältere Flurbezeichnung.
Das erste Kind wurde am 8. Oktober 1790 im Ort geboren, auch im Kirchenbuch wird die Ortsbezeichnung Stapel verwendet. Der Widerstand gegen die Besiedlung hielt an, so dass im Jahr 1795 Soldaten die erneute Vermessung und die Bürger von Stapel gegen Angriffen aus Bühren und Spols schützen mussten Focke Janßen (Stapel-Focke) kann nicht der Namensgeber sein, da er 1792 noch in Jübberde wohnte und erst dann nach Stapel zog. 1796 wurde die Karte der Vermessung erstellt. Zu dem Zeitpunkt wohnten sechs Familien in Stapel. Stapel hatte 31 Einwohner. 1827 wurde der Ort erneut vermessen. Die damals festgelegten Grenzen sind heute noch vorhanden und als Wallhecken gut zu erkennen.
Am 1. Januar 1973 wurde Stapel in die neue Gemeinde Uplengen eingegliedert.
Im Jahr 1992 wurde das 200-jährige Bestehen der Ortschaft gefeiert.